# 益阳州
益阳州，元朝时设置的州。
元贞元年（1295年）升益阳县为州，治所在今湖南省益阳市，属天临路。辖今湖南省益阳市地。明朝洪武初年，复降为县。 